# Пісенний конкурс Євробачення 2016
Пісе́нний ко́нкурс «Євроба́чення» 2016 — 61-й пісенний конкурс Євробачення, який відбувся у шведській столиці Стокгольмі після перемоги Монса Сельмерлева із піснею «Heroes» у попередньому пісенному конкурсі, який провели у Відні, Австрія.
Швеція вшосте приймала конкурс, а місто Стокгольм — утретє. Конкурс містив два півфінали (10 і 12 травня) та фінал (14 травня). Ведучими всіх трьох шоу були Монс Сельмерлев та Петра Меде (яка також була ведучою Євробачення 2013 в Мальме).
42 країни підтвердили, що візьмуть участь у заході. Болгарія, Боснія і Герцеговина, Україна і Хорватія заявили про своє повернення на конкурс, водночас Португалія вирішила відмовитись від нього, а Румунію дискваліфікували за борги румунського телеканалу TVR (Televiziunea Română) перед Європейською мовною спілкою.
Захід організовував шведський телеканал Sveriges Television.
У фіналі був запрошений відомий американський актор і співак Джастін Тімберлейк з композиціями «Cant stop the feeling » ,«Rock you body».
Переможницею 61-го пісенного конкурсу Євробачення стала українська співачка Джамала з піснею «1944», присвяченою трагедії депортації кримських татар з Кримського півострова в 1944 році

## Місце проведення
Sveriges Television оголосила 24 травня, що спочатку місцем проведення для Євробачення 2016 була Tele2 Арена в Стокгольмі. Мальме Арена в Мальме була ареною, яка приймала Євробачення 2013, і тому вона вибула зі змагання за місце проведення. 8 липня 2015 року було офіційно оголошено, що Пісенний конкурс Євробачення 2016 року прийме «Еріксон Глоб» у Стокгольмі.
| Місто     | Місце проведення | Місткість | Примітка                                                              |
| --------- | ---------------- | --------- | --------------------------------------------------------------------- |
| Гетеборг  | Scandinavium     | 14 000    | Була місцем проведення Євробачення 1985.                              |
| Лінчепінг | Saab Arena       | 11 500    | Відбувались півфінали музичних фестивалів у 2005, 2008 роках          |
| Сандвікен | Göransson Arena  | 10 000    | Мультиспортивна арена, проведення чемпіонатів Швеції з хокею з м'ячем |
| Стокгольм | Tele2 Arena      | 45 000    | Багатофункціональний стадіон                                          |
| Стокгольм | Friends Arena    | 65 000    | Приймала фінал Melodifestivalen в 2013, 2014 та 2015.                 |
| Стокгольм | «Еріксон Глоб»   | 16 000    | Була місцем проведення Євробачення 2000.                              |
| Мальме    | Мальме Арена     | 15 500    | Була місцем проведення Євробачення 2013.                              |
| Уппсала   |                  |           |                                                                       |
| Еребру    |                  |           |                                                                       |

## Формат

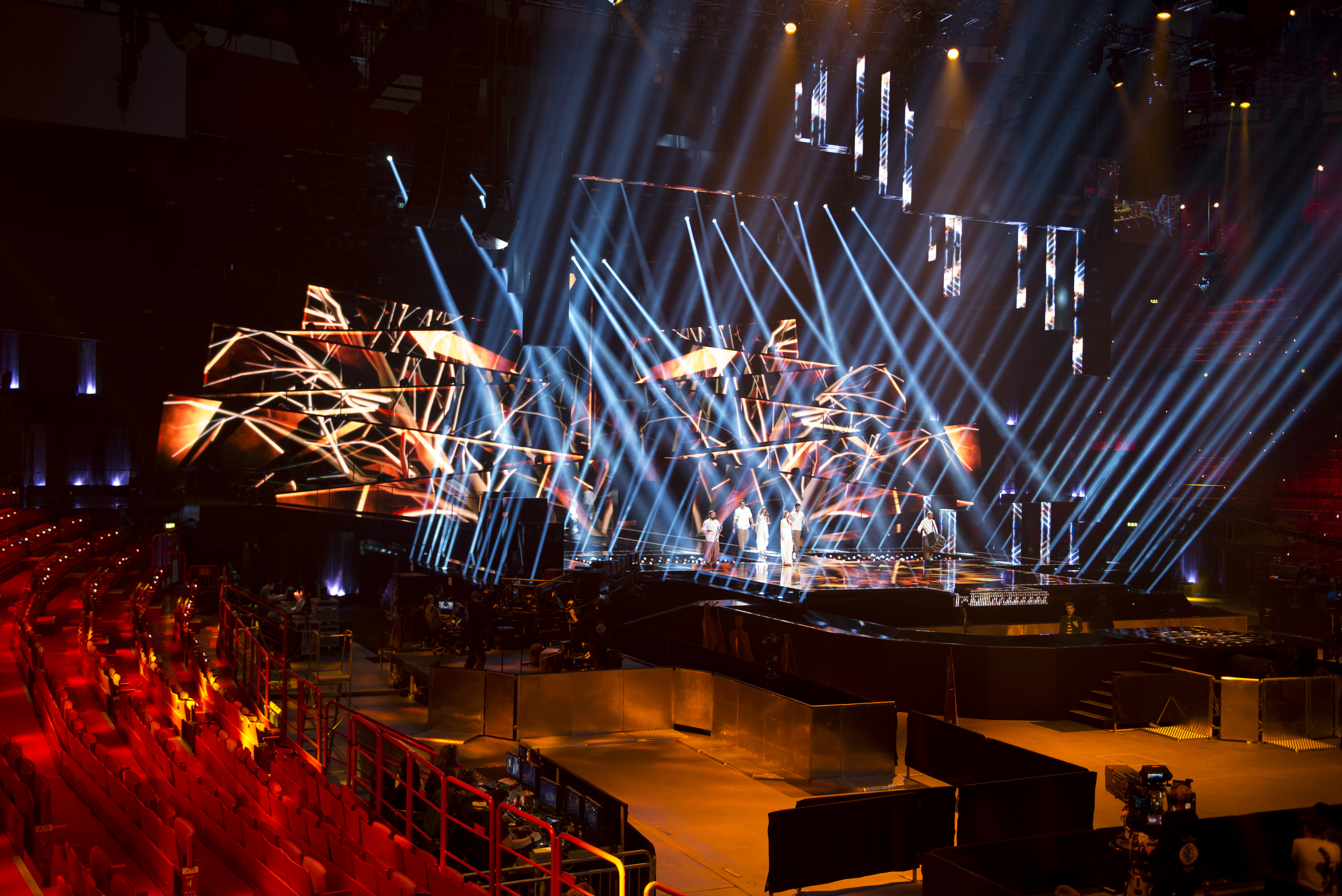
Сцена конкурсу

Попередні дати проведення конкурсу було оголошено 16 березня 2015 року у Відні під час зустрічі голів делегацій. Перший та другий півфінали були запалановані на 10 та 12 травня, і фінал — на 14 травня 2016 року. Дати могли бути змінені стороною, яка приймає конкурс. 26 листопада 2015 року було оголошено, що в конкурсі візьмуть участь 43 країни.
На початку вересня 2015 року телебачення «SVT» оголосило імена людей, відповідальних за організацію пісенного конкурсу. Головним продюсером конкурсу став голова шведської делегації Крістер Б'єркман (норв. Christer Björkman), виконавчими продюсерами — Мартін Естердаль (швед. Martin Österdahl) і Йоган Бернгаґен (швед. Johan Bernhagen). Директором усіх трьох шоу було обрано шведа сербського походження Свена Стояновича (серб. Sven Stojanović), сценаристом — Едварда аф Сіллена (швед. Edward af Sillén) разом з Даніелем Реном (швед. Daniel Réhn).
9 вересня 2015 року шведський телеканал «SVT» запропонував змінити початок проведення конкурсу із 21-ї на 20-ту годину (за Центральноєвропейським часом), стверджуючи, що така зміна сприятиме сімейному перегляду конкурсу, особливо в Східній Європі, де шоу може тривати до пізньої ночі.
23 вересня 2015 року було оголошено про те, що фрагменти генеральних репетицій представників прямих фіналістів — країн так званої великої п'ятірки (Великої Британії, Іспанії, Італії, Німеччини й Франції), а також країни-господаря (Швеції) будуть показані в тому ж півфіналі, де вищезгадані країни голосуватимуть.
15 грудня 2015 року Європейська мовна спілка оголосила офіційного партнера, мобільного оператора «Tele2». Також національним партнером конкурсу Євробачення 2016 стала компанія «Silja Line». Офіційним партнером із краси було оголошено «Schwarzkopf», а партнером з освітлення — німецьку компанію «Osram».

### Ведучі

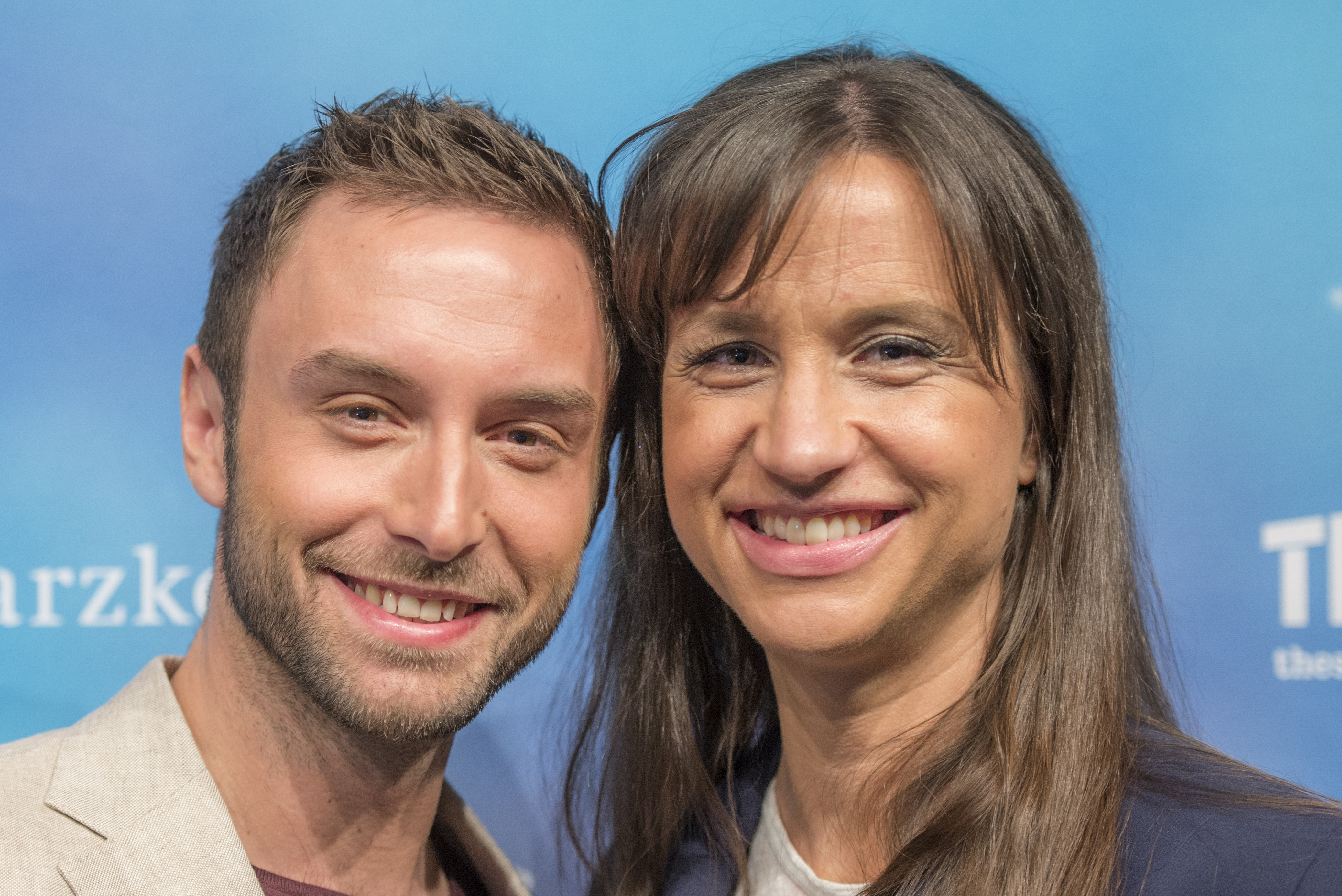
Ведучі конкурсу

Після своєї перемоги на Євробаченні 2015 у Відні, Монс Сельмерлев заявив, що він зацікавлений у тому, щоб бути ведучим Євробачення 2016. 25 травня 2015 голова шведської делегації Крістер Б'єркман сказав в інтерв'ю шведському журналу «Expressen», що також на роль ведучих розглядали Джину Діраві, Петру Меде і Санну Нільсен. 
14 грудня 2015 року під час прес-конференції «SVT» офіційно оголосив, що ведучими Євробачення 2016 стали Монс Сельмерлев і Петра Меде. 

### Жеребкування
Розподіл на півфінали пройшов 25 січня 2016 року в Стокгольмській ратуші, де 37 країн було розподілено на 2 півфінали з уточненням першої та другої їхніх половин. Також традиційно було визначено, у якому півфіналі голосуватимуть прямі фіналісти. 18 країн виступатимуть у першому півфіналі, 19 — у другому. З кожного півфіналу десятеро країн потраплять до фіналу, приєднавшись до так званої великої п'ятірки у Швеції. Таким чином, у фіналі взяли участь 26 країн.
Для жеребкування країни було розміщено в шістьох кошиках. Ізраїль, який потрапив до шостого кошика, попередньо домовився з організаторами про участь у другому півфіналі, оскільки дата першого півфіналу збігається із днем пам'яті Йом Ха-Зікарон. Німеччина і Швеція також попередньо домовились із ЄМС про те, що вони голосуватимуть у другому півфіналі.
| Кошик 1                                                                                           | Кошик 2                                                      | Кошик 3                                                        | Кошик 4                                                       | Кошик 5                                                   | Кошик 6                                                        |
| ------------------------------------------------------------------------------------------------- | ------------------------------------------------------------ | -------------------------------------------------------------- | ------------------------------------------------------------- | --------------------------------------------------------- | -------------------------------------------------------------- |
| - Албанія - Боснія і Герцеговина - Північна Македонія - Сербія - Словенія - Хорватія - Чорногорія | - Данія - Естонія - Ісландія - Латвія - Норвегія - Фінляндія | - Азербайджан - Білорусь - Вірменія - Грузія - Росія - Україна | - Австралія - Бельгія - Болгарія - Греція - Кіпр - Нідерланди | - Ірландія - Литва - Мальта - Польща - Сан-Марино - Чехія | - Австрія - Ізраїль - Молдова - Румунія - Угорщина - Швейцарія |

Ведучими церемонії жеребкування були Александра Паскаліду і Йован Радомир.

### Логотип і гасло
Логотип і гасло Євробачення 2016 було презентовано 25 січня під час церемонії жеребкування. Логотип схожий на кульбабу.
|                                     | Цей символ можна тлумачити по-різному, але ідея відштовхнутись від зображення кульбаби нам дуже сподобалась. Ми вважаємо, що символ має великий міжнародний потенціал. |
| — Лотта Лоосме, прес-аташе конкурсу | |

|                                        | Символ — кульбаба. Він складається з безлічі насіння, пушинок, які прилетять з усієї Європи і зберуться в нашій чарівній квітці, яка візуально підкреслить ту енергію, яка збирається, коли радість і міць музики об'єднаються разом у Стокгольмі. |
| — Річард Голст, художній директор INGO | |

Офіційне гасло конкурсу 2016 року — «Come Together» (Єднаймось). За словами організаторів, воно аналогічне назві пісні «Come Together» британського гурту «The Beatles»..
|                                     | Ми хочемо знову підкреслити, що незважаючи на всю європейську різноманітність, Євробачення об'єднує всіх мешканців Європи — так було раніше, і це також відбувається зараз. |
| — Лотта Лоосме, прес-аташе конкурсу | |

|                                                  | Ми впевнені в тому, що ідея єдності є важливою сьогодні, також, як це було в 50-ті роки, коли створювали пісенний конкурс Євробачення. Євробачення ніколи не говорило про межі, політику й ідеологію. |
| — Мартін Остердаль, виконавчий продюсер конкурсу | |

### Нова система голосування
18 лютого 2016 року ЄМС анонсувала нову систему голосування, яка була застосована на конкурсі вперше. Нова система натхненна тією, яку застосовують у шведському музичному конкурсі «Melodifestivalen». Згідно з правилами, кожна країна присудила два набори балів від 1—8, 10 та 12: перший набір від професійних журі, а другий — від глядачів. Після завершення глядацького голосування результати журі було зображено на екрані, де кожна країна отримала 1—8, 10 та 12 балів. Причім речники озвучили лише те, яка країна отримала 12 балів. Відтак, коли результати журі було оголошено, бали телеглядачів від усіх країн учасників було підсумовано для кожної пісні конкурсу. Результати оголосили господарі конкурсу. Нову систему голосування також було використано для визначення кваліфікації з півфіналів, але результати, як і раніше, оголошували в довільному порядку.
Нова система дає рівну вагу для журі та глядачів і тому журі не зможуть занизити оцінки телеглядачів і навпаки. Також якщо країна не зможе віддати результати журі або телеглядачів, тоді заміна одного з них буде обчислена за результатами журі/телеглядачів попередньо вибраної групи країн. Такий випадок може статися в таких країнах, як Сан-Марино де використовуються тільки голоси журі через те, що населення використовує італійську систему зв'язку.

## Учасники

#### Повернення
- Болгарія — 15 вересня 2015 року Болгарія заявила про своє повернення на Євробачення.[25] Однак, 23 листопада болгарський мовник оголосив, що остаточне рішення ще не було ухвалено.[26] 26 листопада 2015 року ЄМС опублікувала остаточний список країн-учасників, у якому була й Болгарія.[27]
- Боснія і Герцеговина — 15 вересня 2015 року Боснія і Герцеговина підтвердила своє повернення на Євробачення.[28] Однак, 9 жовтня 2015 року боснійський мовник заявив, що якщо телеканал до кінця жовтня не отримає фінансову підтримку, повернення країни на конкурс не відбудеться.[29] 24 листопада Боснія і Герцеговина ухвалила остаточне рішення брати участь у конкурсі.[30]
- Україна — 25 травня 2015 директор «UA:Перший» Зураб Аласанія заявив про повернення України на Євробачення після однорічної перерви.[31]
- Хорватія — 26 листопада 2015 року ЄМС опублікувала остаточний список країн-учасників, у якому була й Хорватія.[32]

#### Виконавці, що повернулись
- Болгарія — Полі Генова з піснею «На інат» представляла Болгарію на Євробаченні 2011 у Дюссельдорфі, де посіла 12 місце в другому півфіналі[33].
- Боснія і Герцеговина — Дін із піснею «In the Disco» представляв Боснію і Герцеговину на Євробаченні 2004 у Стамбулі, де посів 9 місце у фіналі[34].
- Ісландія — Грета Саломе разом із Йонсі представляла Ісландію на Євробаченні 2012 у Баку з піснею «Never Forget». Дует посів 20 місце у фіналі[35].
- Литва — Донні Монтелл із піснею «Love Is Blind» представляв Литву на Євробаченні 2012 у Баку, де посів 14 місце у фіналі[36].
- Північна Македонія — Каліопі була представницею Македонії на Євробаченні 2012 у Баку з піснею «Црно и бело», де посіла 13 місце. Співачка також мала бути представницею Македонії на Євробаченні 1996 із піснею «Само ти», однак вона посіла лише 26 місце на спеціальному пре-кваліфікаційному раунді, тому її подорож на Євробачення не відбулась[37].
- Мальта — Іра Лоско в минулому представляла Мальту на Євробаченні 2002 у Таллінні з піснею «Seventh Wonder» і посіла друге місце, здобувши один із найкращих результатів Мальти на Євробаченні[38].
- Чорногорія — Боян Йовович із чорногорського гурту «Highway» раніше був у складі гурту «No Name», з яким він 2005 року представляв Сербію і Чорногорію на Євробаченні 2005 у Києві з піснею «Zauvijek moja»[39]. Гурт посів сьоме місце у фіналі.

### Перший півфінал
У першому півфіналі голосували також прямі фіналісти —  Іспанія,  Франція і  Швеція.
| №  | Країна               | Мова                            | Виконавець                                  | Пісня                                            | Бали | Місце |
| -- | -------------------- | ------------------------------- | ------------------------------------------- | ------------------------------------------------ | ---- | ----- |
| 09 | Росія                | англійська                      | Сергій Лазарєв                              | «You Are the Only One» (англ.) «Лиш ти єдина»    | 342  | 1     |
| 07 | Вірменія             | англійська                      | Івета Мукучян                               | «LoveWave» (англ.) «Хвиля кохання»               | 243  | 2     |
| 18 | Мальта               | англійська                      | Іра Лоско                                   | «Walk on Water» (англ.) «Прогулянка по воді»     | 209  | 3     |
| 04 | Угорщина             | англійська                      | Фредді                                      | «Pioneer» (англ.) «Піонер»                       | 197  | 4     |
| 06 | Нідерланди           | англійська                      | Дауе Боб                                    | «Slow Down» (англ.) «Повільніше»                 | 197  | 5     |
| 14 | Азербайджан          | англійська                      | Сямра Рагімлі                               | «Miracle» (англ.) «Диво»                         | 185  | 6     |
| 12 | Австрія              | французька                      | Зої                                         | «Loin d'ici» (фр.) «Далеко звідси»               | 170  | 7     |
| 11 | Кіпр                 | англійська                      | Minus One                                   | «Alter Ego» (англ.) «Інше „Я“»                   | 164  | 8     |
| 10 | Чехія                | англійська                      | Габріела Гунчікова                          | «I Stand» (англ.) «Я тримаюсь»                   | 161  | 9     |
| 05 | Хорватія             | англійська                      | Ніна Краліч                                 | «Lighthouse» (англ.) «Маяк»                      | 133  | 10    |
| 17 | Боснія і Герцеговина | боснійська                      | Далал Мідхат-Талакич, Дін, Ана Руцнер і Яла | «Ljubav je» (босн.) «Кохання — це…»              | 104  | 11    |
| 08 | Сан-Марино           | англійська                      | Серхат                                      | «I Didn't Know» (англ.) «Я не знав „             | 68   | 12    |
| 15 | Чорногорія           | англійська                      | Highway                                     | “The Real Thing» (англ.) «Справжня річ»          | 60   | 13    |
| 16 | Ісландія             | англійська                      | Грета Салоуме                               | «Hear Them Calling» (англ.) «Почуй їхній поклик» | 51   | 14    |
| 01 | Фінляндія            | англійська                      | Санд'я                                      | «Sing It Away» (англ.) «Заспівай»                | 51   | 15    |
| 02 | Греція               | грецька, понтійська, англійська | Argo                                        | «Utopian Land» (гр.) «Утопічна країна»           | 44   | 16    |
| 03 | Молдова              | англійська                      | Лідія Ісак                                  | «Falling Stars» (англ.) «Падаючі зірки»          | 33   | 17    |
| 13 | Естонія              | англійська                      | Юрі Поотсманн                               | «Play» (англ.) «Грай»                            | 24   | 18    |

| Перший півфінал Роздільні голоси телеглядачів/журі | Перший півфінал Роздільні голоси телеглядачів/журі | Перший півфінал Роздільні голоси телеглядачів/журі | Перший півфінал Роздільні голоси телеглядачів/журі | Перший півфінал Роздільні голоси телеглядачів/журі |
| Місце                                              | Телеглядачі                                        | Бали                                               | Журі                                               | Бали                                               |
| -------------------------------------------------- | -------------------------------------------------- | -------------------------------------------------- | -------------------------------------------------- | -------------------------------------------------- |
| 1                                                  | Росія                                              | 194                                                | Мальта                                             | 155                                                |
| 2                                                  | Австрія                                            | 133                                                | Росія                                              | 148                                                |
| 3                                                  | Угорщина                                           | 119                                                | Вірменія                                           | 127                                                |
| 4                                                  | Вірменія                                           | 116                                                | Чехія                                              | 120                                                |
| 5                                                  | Нідерланди                                         | 95                                                 | Нідерланди                                         | 102                                                |
| 6                                                  | Азербайджан                                        | 93                                                 | Азербайджан                                        | 92                                                 |
| 7                                                  | Кіпр                                               | 93                                                 | Хорватія                                           | 80                                                 |
| 8                                                  | Боснія і Герцеговина                               | 78                                                 | Угорщина                                           | 78                                                 |
| 9                                                  | Мальта                                             | 54                                                 | Кіпр                                               | 71                                                 |
| 10                                                 | Хорватія                                           | 53                                                 | Чорногорія                                         | 46                                                 |
| 11                                                 | Сан-Марино                                         | 49                                                 | Австрія                                            | 37                                                 |
| 12                                                 | Чехія                                              | 41                                                 | Фінляндія                                          | 35                                                 |
| 13                                                 | Ісландія                                           | 24                                                 | Ісландія                                           | 27                                                 |
| 14                                                 | Греція                                             | 22                                                 | Боснія і Герцеговина                               | 26                                                 |
| 15                                                 | Фінляндія                                          | 16                                                 | Молдова                                            | 24                                                 |
| 16                                                 | Естонія                                            | 15                                                 | Греція                                             | 22                                                 |
| 17                                                 | Чорногорія                                         | 14                                                 | Сан-Марино                                         | 19                                                 |
| 18                                                 | Молдова                                            | 9                                                  | Естонія                                            | 9                                                  |

### Другий півфінал
У другому півфіналі голосували також прямі фіналісти —  Велика Британія,  Італія і  Німеччина.
| №  | Країна               | Мова                          | Виконавець             | Пісня                                                          | Бали | Місце |
| -- | -------------------- | ----------------------------- | ---------------------- | -------------------------------------------------------------- | ---- | ----- |
| 10 | Австралія            | англійська                    | Дамі Ім                | «Sound of Silence» (англ.) «Звук тиші»                         | 330  | 1     |
| 14 | Україна              | англійська, кримськотатарська | Джамала                | «1944»                                                         | 287  | 2     |
| 18 | Бельгія              | англійська                    | Лаура Тесоро           | «What's the Pressure» (англ.) «Що за тиск?»                    | 274  | 3     |
| 09 | Литва                | англійська                    | Донні Монтелл          | «I've Been Waiting for This Night» (англ.) «Я чекав на цю ніч» | 222  | 4     |
| 12 | Болгарія             | англійська, болгарська        | Полі Генова            | «If Love Was a Crime» (англ.) «Якби кохання було злочином»     | 220  | 5     |
| 02 | Польща               | англійська                    | Міхал Шпак             | «Color of Your Life» (англ.) «Колір твого життя»               | 151  | 6     |
| 04 | Ізраїль              | англійська                    | Хові Стар              | «Made of Stars» (англ.) «Зроблений із зірок»                   | 147  | 7     |
| 01 | Латвія               | англійська                    | Юстс                   | «Heartbeat» (англ.) «Серцебиття»                               | 132  | 8     |
| 16 | Грузія               | англійська                    | Young Georgian Lolitaz | «Midnight Gold» (англ.) «Опівнічне золото»                     | 123  | 9     |
| 06 | Сербія               | англійська                    | Саня Вучич             | «Goodbye (Shelter)» (англ.) «До побачення (Укриття)»           | 105  | 10    |
| 08 | Республіка Македонія | македонська                   | Каліопі                | «Дона» (мак.) «Панна»                                          | 88   | 11    |
| 05 | Білорусь             | англійська                    | Ivan                   | «Help You Fly» (англ.) «Допомагаю тобі літати»                 | 84   | 12    |
| 15 | Норвегія             | англійська                    | Аґнет Йонсен           | «Icebreaker» (англ.) «Криголам»                                | 63   | 13    |
| 11 | Словенія             | англійська                    | МануЕлла               | «Blue and Red» (англ.) «Синій і червоний»                      | 57   | 14    |
| 07 | Ірландія             | англійська                    | Ніккі Бірн             | «Sunlight» (англ.) «Сонячне світло»                            | 46   | 15    |
| 17 | Албанія              | англійська                    | Енеда Таріфа           | «Fairytale» (англ.) «Казка»                                    | 45   | 16    |
| 13 | Данія                | англійська                    | Lighthouse X           | «Soldiers of Love» (англ.) «Солдати кохання»                   | 34   | 17    |
| 03 | Швейцарія            | англійська                    | Райкка                 | «The Last of Our Kind» (англ.) «Останній із нашого виду»       | 28   | 18    |

| Другий півфінал Роздільні голоси телеглядачів/журі | Другий півфінал Роздільні голоси телеглядачів/журі | Другий півфінал Роздільні голоси телеглядачів/журі | Другий півфінал Роздільні голоси телеглядачів/журі | Другий півфінал Роздільні голоси телеглядачів/журі |
| Місце                                              | Телеглядачі                                        | Бали                                               | Журі                                               | Бали                                               |
| -------------------------------------------------- | -------------------------------------------------- | -------------------------------------------------- | -------------------------------------------------- | -------------------------------------------------- |
| 1                                                  | Україна                                            | 152                                                | Австралія                                          | 188                                                |
| 2                                                  | Австралія                                          | 142                                                | Бельгія                                            | 139                                                |
| 3                                                  | Бельгія                                            | 135                                                | Україна                                            | 135                                                |
| 4                                                  | Польща                                             | 131                                                | Ізраїль                                            | 127                                                |
| 5                                                  | Болгарія                                           | 122                                                | Литва                                              | 104                                                |
| 6                                                  | Литва                                              | 118                                                | Болгарія                                           | 98                                                 |
| 7                                                  | Латвія                                             | 68                                                 | Грузія                                             | 84                                                 |
| 8                                                  | Північна Македонія                                 | 54                                                 | Латвія                                             | 64                                                 |
| 9                                                  | Білорусь                                           | 52                                                 | Сербія                                             | 55                                                 |
| 10                                                 | Сербія                                             | 50                                                 | Словенія                                           | 49                                                 |
| 11                                                 | Грузія                                             | 39                                                 | Північна Македонія                                 | 34                                                 |
| 12                                                 | Албанія                                            | 35                                                 | Білорусь                                           | 32                                                 |
| 13                                                 | Норвегія                                           | 34                                                 | Норвегія                                           | 29                                                 |
| 14                                                 | Ірландія                                           | 31                                                 | Швейцарія                                          | 29                                                 |
| 15                                                 | Данія                                              | 24                                                 | Польща                                             | 20                                                 |
| 16                                                 | Ізраїль                                            | 20                                                 | Ірландія                                           | 15                                                 |
| 17                                                 | Словенія                                           | 8                                                  | Данія                                              | 10                                                 |
| 18                                                 | Швейцарія                                          | 3                                                  | Албанія                                            | 10                                                 |

### Фінал

Бали журі віддані Україні у фіналі Євробачення 2016

Бали глядачів віддані Україні у фіналі Євробачення 2016

| №  | Країна              | Мова                          | Виконавець             | Пісня                                                           | Зображення | Бали | Місце |
| -- | ------------------- | ----------------------------- | ---------------------- | --------------------------------------------------------------- | ---------- | ---- | ----- |
| 21 | Україна             | англійська, кримськотатарська | Джамала                | «1944»                                                          |            | 534  | 1     |
| 13 | Австралія           | англійська                    | Дамі Ім                | «Sound of Silence» (англ.) «Звук тиші»                          |            | 511  | 2     |
| 18 | Росія               | англійська                    | Сергій Лазарєв         | «You Are the Only One» (англ.) «Лиш ти єдина»                   |            | 491  | 3     |
| 08 | Болгарія            | англійська, болгарська        | Полі Генова            | «If Love Was a Crime» (англ.) «Якби кохання було злочином»      |            | 307  | 4     |
| 09 | Швеція (господарка) | англійська                    | Франс                  | «If I Were Sorry» (англ.) «Якби я перепросив»                   |            | 261  | 5     |
| 11 | Франція             | французька, англійська        | Амір Хаддад            | «J'ai cherché» (фр.) «Я шукав»                                  |            | 257  | 6     |
| 26 | Вірменія            | англійська                    | Івета Мукучян          | «LoveWave» (англ.) «Хвиля кохання»                              |            | 249  | 7     |
| 12 | Польща              | англійська                    | Міхал Шпак             | «Color of Your Life» (англ.) «Колір твого життя»                |            | 229  | 8     |
| 16 | Литва               | англійська                    | Донні Монтелл          | «I've Been Waiting for This Night]» (англ.) «Я чекав на цю ніч» |            | 200  | 9     |
| 01 | Бельгія             | англійська                    | Лаура Тесоро           | «What's the Pressure» (англ.) «Що за тиск?»                     |            | 181  | 10    |
| 03 | Нідерланди          | англійська                    | Дауе Боб               | «Slow Down» (англ.) «Повільніше»                                |            | 153  | 11    |
| 22 | Мальта              | англійська                    | Іра Лоско              | «Walk on Water» (англ.) «Прогулянка по воді»                    |            | 153  | 12    |
| 24 | Австрія             | французька                    | Зої                    | «Loin d'ici» (фр.) «Далеко звідси»                              |            | 151  | 13    |
| 07 | Ізраїль             | англійська                    | Хові Стар              | «Made of Stars» (англ.) «Зроблений із зірок»                    |            | 135  | 14    |
| 20 | Латвія              | англійська                    | Юстс                   | «Heartbeat» (англ.) «Серцебиття»                                |            | 132  | 15    |
| 06 | Італія              | італійська, англійська        | Франческа Мік'єлін     | «No Degree of Separation» (англ.) «Жодного ступеня поділу»      |            | 124  | 16    |
| 04 | Азербайджан         | англійська                    | Сямра Рагімлі          | «Miracle» (англ.) «Диво»                                        |            | 117  | 17    |
| 15 | Сербія              | англійська                    | Саня Вучич             | «Goodbye (Shelter)» (англ.) «До побачення (Укриття)»            |            | 115  | 18    |
| 05 | Угорщина            | англійська                    | Фредді                 | «Pioneer» (англ.) «Піонер»                                      |            | 108  | 19    |
| 23 | Грузія              | англійська                    | Young Georgian Lolitaz | «Midnight Gold» (англ.) «Опівнічне золото»                      |            | 104  | 20    |
| 14 | Кіпр                | англійська                    | Minus One              | «Alter Ego» (англ.) «Інше „Я“»                                  |            | 96   | 21    |
| 19 | Іспанія             | англійська                    | Барей                  | «Say Yay!» (англ.) «Вигукни „Гей!“»                             |            | 77   | 22    |
| 17 | Хорватія            | англійська                    | Ніна Краліч            | «Lighthouse» (англ.) «Маяк»                                     |            | 73   | 23    |
| 25 | Велика Британія     | англійська                    | Joe & Jake             | «You're Not Alone» (англ.) «Ти не самотній»                     |            | 62   | 24    |
| 02 | Чехія               | англійська                    | Габріела Гунчікова     | «I Stand» (англ.) «Я тримаюсь»                                  |            | 41   | 25    |
| 10 | Німеччина           | англійська                    | Джеймі-Лі Крівіц       | «Ghost» (англ.) «Примара»                                       |            | 11   | 26    |

Легенда:
| Фінал Роздільні голоси телеглядачів/журі | Фінал Роздільні голоси телеглядачів/журі | Фінал Роздільні голоси телеглядачів/журі | Фінал Роздільні голоси телеглядачів/журі | Фінал Роздільні голоси телеглядачів/журі |
| Місце                                    | Телеглядачі                              | Бали                                     | Журі                                     | Бали                                     |
| ---------------------------------------- | ---------------------------------------- | ---------------------------------------- | ---------------------------------------- | ---------------------------------------- |
| 1                                        | Росія                                    | 361                                      | Австралія                                | 320                                      |
| 2                                        | Україна                                  | 323                                      | Україна                                  | 211                                      |
| 3                                        | Польща                                   | 222                                      | Франція                                  | 148                                      |
| 4                                        | Австралія                                | 191                                      | Мальта                                   | 137                                      |
| 5                                        | Болгарія                                 | 180                                      | Росія                                    | 130                                      |
| 6                                        | Швеція                                   | 139                                      | Бельгія                                  | 130                                      |
| 7                                        | Вірменія                                 | 134                                      | Болгарія                                 | 127                                      |
| 8                                        | Австрія                                  | 120                                      | Ізраїль                                  | 124                                      |
| 9                                        | Франція                                  | 109                                      | Швеція                                   | 122                                      |
| 10                                       | Литва                                    | 96                                       | Вірменія                                 | 115                                      |
| 11                                       | Сербія                                   | 80                                       | Нідерланди                               | 114                                      |
| 12                                       | Азербайджан                              | 73                                       | Литва                                    | 104                                      |
| 13                                       | Латвія                                   | 63                                       | Італія                                   | 90                                       |
| 14                                       | Угорщина                                 | 56                                       | Грузія                                   | 80                                       |
| 15                                       | Кіпр                                     | 53                                       | Латвія                                   | 69                                       |
| 16                                       | Бельгія                                  | 51                                       | Іспанія                                  | 67                                       |
| 17                                       | Нідерланди                               | 39                                       | Велика Британія                          | 54                                       |
| 18                                       | Італія                                   | 34                                       | Угорщина                                 | 52                                       |
| 19                                       | Хорватія                                 | 33                                       | Азербайджан                              | 44                                       |
| 20                                       | Грузія                                   | 24                                       | Кіпр                                     | 43                                       |
| 21                                       | Мальта                                   | 16                                       | Чехія                                    | 41                                       |
| 22                                       | Ізраїль                                  | 11                                       | Хорватія                                 | 40                                       |
| 23                                       | Німеччина                                | 10                                       | Сербія                                   | 35                                       |
| 23                                       | Іспанія                                  | 10                                       | Австрія                                  | 31                                       |
| 25                                       | Велика Британія                          | 8                                        | Польща                                   | 7                                        |
| 26                                       | Чехія                                    | 0                                        | Німеччина                                | 1                                        |

Легенда:
| Країна          |       |      |      |    |    |    |    |    |    |    |    |    |    |    |    |    |    |    |    |    |    |    |    |    |    |    |    |    |    |    |    |    |    |    |    |    |    |    |    |    |    |    |    |    |    |             |             |
| Країна          | Місце | Бали | Бали | UA | AU | RU | BG | SE | FR | AM | PL | LT | BE | NL | MT | AT | IL | LV | IT | AZ | RS | HU | GE | CY | ES | HR | GB | CZ | DE | AL | BA | BY | CH | DK | EE | FI | GR | IE | IS | MD | ME | MK | NO | SI | SM | Голосування | Голосування |
| --------------- | ----- | ---- | ---- | -- | -- | -- | -- | -- | -- | -- | -- | -- | -- | -- | -- | -- | -- | -- | -- | -- | -- | -- | -- | -- | -- | -- | -- | -- | -- | -- | -- | -- | -- | -- | -- | -- | -- | -- | -- | -- | -- | -- | -- | -- | -- | ----------- | ----------- |
| Україна         | 1     | 534  | 211  |    | 2  |    |    |    |    |    | 12 | 8  | 3  | 3  |    |    | 12 | 12 | 10 | 10 | 12 |    | 12 |    |    |    | 10 |    | 7  |    | 12 | 7  | 6  | 12 | 7  |    | 2  |    |    | 12 |    | 12 | 4  | 12 | 12 | 24          | 64          |
| Україна         | 1     | 534  | 323  |    | 8  | 10 | 10 | 7  | 10 | 10 | 12 | 10 | 2  | 7  | 4  | 10 | 8  | 10 | 12 | 10 | 7  | 12 | 10 | 7  | 7  | 10 | 5  | 12 | 6  | 6  | 7  | 10 | 4  | 3  | 8  | 12 | 6  | 4  |    | 10 | 8  | 6  | 4  | 7  | 12 | 40          | 64          |
| Австралія       | 2     | 511  | 320  | 5  |    | 2  | 8  | 12 | 6  | 5  | 10 | 12 | 12 | 12 | 3  | 12 | 10 | 5  | 6  | 7  | 6  | 12 | 8  | 10 | 8  | 12 | 8  |    | 6  | 12 | 10 | 6  | 12 | 10 | 10 | 8  | 7  |    | 10 | 10 | 4  | 8  | 10 | 6  |    | 38          | 75          |
| Австралія       | 2     | 511  | 191  | 4  |    | 4  | 5  | 12 |    |    | 7  | 5  | 4  | 5  | 12 | 3  | 5  | 6  |    | 2  | 6  | 3  | 1  | 5  | 4  | 5  | 6  | 1  | 5  | 12 | 3  | 1  | 1  | 10 | 4  | 7  | 5  | 6  | 8  | 5  |    | 3  | 8  | 3  | 5  | 37          | 75          |
| Росія           | 3     | 491  | 130  |    |    |    | 6  | 6  | 1  | 2  |    |    |    |    | 4  | 3  |    | 7  |    | 12 | 1  |    |    | 12 | 4  | 6  |    |    |    | 7  | 5  | 12 |    |    |    |    | 12 |    | 8  | 7  | 8  |    |    |    | 7  | 20          | 61          |
| Росія           | 3     | 491  | 361  | 12 | 5  |    | 12 | 8  | 6  | 12 | 8  | 8  | 6  | 3  | 10 | 8  | 10 | 12 | 8  | 12 | 12 | 10 | 8  | 10 | 8  | 8  | 7  | 10 | 12 | 7  | 6  | 12 | 6  | 4  | 12 | 8  | 10 | 8  | 7  | 12 | 10 | 8  | 6  | 10 | 10 | 41          | 61          |
| Болгарія        | 4     | 307  | 127  | 1  | 8  |    |    |    | 10 | 7  | 3  | 2  | 6  |    | 10 |    | 7  | 1  |    | 8  | 4  |    |    |    |    |    | 5  |    |    | 4  | 3  | 1  | 1  | 6  |    |    |    | 10 |    |    | 2  | 10 | 8  | 10 |    | 23          | 57          |
| Болгарія        | 4     | 307  | 180  | 2  | 10 |    |    | 4  | 5  |    | 3  |    | 5  | 1  | 8  | 5  | 7  | 1  | 7  | 8  | 8  | 4  | 3  | 12 | 12 | 1  | 8  | 5  | 4  | 8  | 2  | 4  |    |    |    | 4  | 7  | 5  |    | 2  | 5  | 10 | 5  | 2  | 3  | 34          | 57          |
| Швеція          | 5     | 261  | 122  | 4  |    |    |    |    | 5  |    |    |    |    | 10 |    | 8  |    | 8  | 2  |    |    | 4  | 6  |    |    |    |    | 12 | 10 |    |    | 8  |    | 4  | 12 | 12 |    | 5  | 6  | 6  |    |    |    |    |    | 17          | 46          |
| Швеція          | 5     | 261  | 139  | 1  |    | 2  | 3  |    | 2  | 2  | 10 | 7  | 1  | 2  |    | 7  |    | 7  |    |    | 1  | 7  |    | 1  | 1  | 7  | 1  | 2  | 8  | 3  |    | 2  |    | 12 | 10 | 10 |    | 2  | 12 |    |    |    | 7  | 5  | 4  | 29          | 46          |
| Франція         | 6     | 257  | 148  |    | 6  | 7  |    | 8  |    | 12 | 1  | 1  | 8  | 5  | 6  | 7  | 8  |    | 7  |    |    |    | 4  | 7  | 7  | 8  | 6  | 5  |    | 10 | 7  |    |    |    | 1  | 1  | 6  | 3  | 2  |    | 5  |    |    |    |    | 26          | 52          |
| Франція         | 6     | 257  | 109  |    | 7  | 3  |    | 3  |    | 7  |    | 3  | 8  | 4  | 2  | 1  | 12 |    | 5  | 4  |    | 1  |    | 6  | 10 | 2  |    |    |    |    | 4  |    | 3  | 2  | 2  | 3  | 4  |    | 5  | 6  | 1  |    | 1  |    |    | 26          | 52          |
| Вірменія        | 7     | 249  | 115  |    |    | 12 | 12 | 4  | 2  |    |    | 4  |    | 2  | 7  | 2  | 2  | 6  |    |    | 3  | 1  |    | 8  | 12 | 4  |    |    |    |    | 2  | 3  |    |    |    |    | 10 |    |    | 5  | 10 |    |    | 4  |    | 21          | 42          |
| Вірменія        | 7     | 249  | 134  | 7  |    | 12 | 8  |    | 12 |    | 2  |    | 7  | 8  |    |    | 6  |    | 1  |    | 2  |    | 12 | 8  | 6  |    |    | 8  | 2  | 2  |    | 7  |    |    |    |    | 8  |    |    | 7  |    | 7  |    |    | 2  | 21          | 42          |
| Польща          | 8     | 229  | 7    |    |    |    |    |    |    |    |    | 3  |    |    |    |    |    |    |    | 2  |    |    |    |    |    |    |    |    |    |    |    |    |    |    |    |    |    |    |    |    | 1  |    | 1  |    |    | 4           | 39          |
| Польща          | 8     | 229  | 222  | 8  |    | 5  | 6  | 10 | 7  | 1  |    | 6  | 12 | 10 |    | 12 | 4  | 5  | 10 | 3  |    | 8  | 4  | 2  | 5  | 4  | 10 | 7  | 10 | 5  |    | 6  | 5  | 5  | 1  | 5  | 3  | 10 | 10 |    |    | 2  | 10 | 4  | 7  | 35          | 39          |
| Литва           | 9     | 200  | 104  | 12 | 7  |    | 1  | 2  |    |    | 2  |    |    |    |    | 1  | 1  | 10 |    | 5  | 8  | 3  | 5  |    |    |    | 4  | 3  | 1  |    |    | 10 | 7  | 5  | 5  | 6  |    |    |    | 4  |    |    | 2  |    |    | 22          | 39          |
| Литва           | 9     | 200  | 96   | 3  | 1  |    |    | 6  |    |    |    |    |    |    |    |    |    | 8  | 2  |    |    |    | 5  | 3  |    |    | 12 |    |    | 4  |    |    |    | 6  | 5  |    |    | 12 | 4  | 3  | 2  |    | 12 |    | 8  | 17          | 39          |
| Бельгія         | 10    | 181  | 130  | 10 | 12 |    | 10 |    |    | 4  |    | 5  |    | 4  |    | 5  | 6  |    |    |    |    |    | 10 |    |    |    |    | 2  | 5  |    |    | 4  | 10 | 8  |    |    |    | 12 | 3  |    | 3  | 4  | 5  | 8  |    | 20          | 29          |
| Бельгія         | 10    | 181  | 51   |    | 12 |    |    |    | 4  |    |    |    |    | 12 |    |    | 1  |    |    |    | 5  |    |    |    |    |    |    |    |    |    |    |    |    | 8  |    |    |    |    | 3  |    |    | 4  | 2  |    |    | 9           | 29          |
| Нідерланди      | 11    | 153  | 114  |    | 3  |    | 2  | 5  | 7  |    |    |    | 4  |    |    |    |    | 3  | 4  |    | 5  | 6  |    |    | 3  |    |    | 7  | 4  |    |    |    | 5  | 7  | 6  | 10 |    | 8  | 12 |    |    | 2  | 6  | 1  | 4  | 22          | 30          |
| Нідерланди      | 11    | 153  | 39   |    |    |    |    | 2  |    |    |    |    | 10 |    | 3  | 6  |    |    |    |    |    | 2  |    |    |    |    |    |    | 3  |    |    |    |    | 7  |    |    |    |    | 6  |    |    |    |    |    |    | 8           | 30          |
| Мальта          | 12    | 153  | 137  |    |    | 8  | 7  | 7  | 4  | 8  |    |    |    |    |    | 10 |    | 4  | 5  | 6  | 10 | 10 |    | 6  | 6  |    |    | 6  |    | 2  |    | 5  |    |    | 2  | 5  | 4  |    | 4  | 3  | 12 |    |    |    | 3  | 23          | 26          |
| Мальта          | 12    | 153  | 16   |    | 6  |    |    |    |    | 5  |    |    |    |    |    |    |    |    |    | 5  |    |    |    |    |    |    |    |    |    |    |    |    |    |    |    |    |    |    |    |    |    |    |    |    |    | 3           | 26          |
| Австрія         | 13    | 151  | 31   |    |    |    |    |    | 8  |    |    |    | 5  | 8  |    |    |    |    |    |    |    |    |    |    |    |    |    |    |    |    |    |    | 4  |    |    | 4  |    |    | 1  |    |    |    |    |    | 1  | 7           | 34          |
| Австрія         | 13    | 151  | 120  |    | 3  | 8  | 4  | 5  | 8  | 4  | 4  | 1  | 3  | 6  |    |    | 3  | 4  |    |    |    | 6  |    |    | 2  | 6  |    | 4  | 7  |    | 5  |    | 10 | 1  | 6  | 6  | 1  | 1  | 2  | 4  |    |    |    | 6  |    | 27          | 34          |
| Ізраїль         | 14    | 135  | 124  | 6  | 10 |    |    |    |    |    | 7  | 6  | 2  | 7  | 1  |    |    | 2  | 8  | 3  | 7  |    | 3  | 5  | 1  | 7  | 3  |    | 12 | 3  |    |    | 8  | 2  |    | 7  |    | 4  |    |    |    | 5  | 3  | 2  |    | 25          | 28          |
| Ізраїль         | 14    | 135  | 11   |    |    |    | 2  |    | 3  |    |    |    |    |    |    |    |    |    |    | 6  |    |    |    |    |    |    |    |    |    |    |    |    |    |    |    |    |    |    |    |    |    |    |    |    |    | 3           | 28          |
| Латвія          | 15    | 132  | 69   | 8  |    | 3  |    |    |    |    | 6  | 7  |    |    |    |    | 5  |    |    |    |    | 8  | 7  |    |    |    |    | 1  | 2  |    |    |    | 3  |    | 8  |    |    | 1  |    |    |    | 3  |    | 7  |    | 14          | 27          |
| Латвія          | 15    | 132  | 63   | 5  |    | 1  |    |    |    |    | 5  | 12 |    |    |    |    |    |    |    |    |    |    | 6  |    |    |    | 3  |    |    |    |    | 5  |    |    | 7  | 2  |    | 7  |    | 1  |    |    | 3  |    | 6  | 13          | 27          |
| Італія          | 16    | 124  | 90   |    |    |    |    |    | 12 |    |    |    | 10 | 6  | 8  |    |    |    |    |    |    |    |    | 3  | 5  | 3  |    |    | 3  | 8  |    |    | 2  |    |    | 2  |    | 6  |    |    |    |    | 12 |    | 10 | 14          | 22          |
| Італія          | 16    | 124  | 34   |    |    |    |    |    |    |    |    |    |    |    | 7  |    |    |    |    |    |    |    |    |    | 3  |    |    |    | 1  | 10 |    |    | 7  |    |    |    |    |    |    |    | 4  | 1  |    | 1  |    | 8           | 22          |
| Азербайджан     | 17    | 117  | 44   | 7  |    | 10 |    | 10 |    |    |    |    |    | 1  |    |    |    |    |    |    |    | 7  |    | 2  | 2  |    |    |    |    |    | 1  | 2  |    |    |    |    | 1  |    |    |    |    | 1  |    |    |    | 11          | 24          |
| Азербайджан     | 17    | 117  | 73   | 10 |    | 6  | 1  |    |    |    |    |    |    |    | 6  |    | 2  | 3  |    |    |    |    | 7  |    |    |    |    | 6  |    |    | 8  | 8  |    |    |    |    |    |    | 1  | 8  | 7  |    |    |    |    | 13          | 24          |
| Сербія          | 18    | 115  | 35   |    |    |    | 5  |    |    |    |    |    |    |    |    |    |    |    |    |    |    |    |    |    |    | 2  | 2  |    |    |    | 8  |    |    |    |    |    |    |    |    |    | 6  | 7  |    | 5  |    | 7           | 15          |
| Сербія          | 18    | 115  | 80   |    |    |    |    |    |    |    |    |    |    |    |    | 4  |    |    | 4  |    |    |    |    |    |    | 12 |    |    |    |    | 12 |    | 12 |    |    |    |    |    |    |    | 12 | 12 |    | 12 |    | 8           | 15          |
| Угорщина        | 19    | 108  | 52   | 2  |    | 1  |    |    |    |    |    |    |    |    |    |    |    |    |    | 4  |    |    |    | 4  | 10 | 5  |    | 10 |    | 1  |    |    |    |    |    |    | 3  |    |    |    | 7  |    |    | 3  | 2  | 12          | 28          |
| Угорщина        | 19    | 108  | 56   |    |    |    |    |    |    | 3  | 6  | 2  |    |    | 5  |    |    |    |    | 7  | 10 |    | 2  | 4  |    | 3  |    | 3  |    | 1  | 1  | 3  |    |    |    |    | 2  |    |    |    | 3  |    |    |    | 1  | 16          | 28          |
| Грузія          | 20    | 104  | 80   | 3  |    | 5  | 3  |    |    | 10 | 8  | 10 | 7  |    |    |    |    |    | 3  |    |    |    |    |    |    |    | 12 |    | 8  |    |    |    |    |    |    |    | 5  |    |    |    |    |    |    |    | 6  | 12          | 18          |
| Грузія          | 20    | 104  | 24   | 6  |    |    |    |    |    | 8  |    | 4  |    |    |    |    |    | 2  | 3  | 1  |    |    |    |    |    |    |    |    |    |    |    |    |    |    |    |    |    |    |    |    |    |    |    |    |    | 6           | 18          |
| Кіпр            | 21    | 96   | 43   |    |    | 4  |    |    |    | 6  |    |    |    |    | 5  |    |    |    | 1  |    |    |    |    |    |    | 1  | 7  |    |    |    |    |    |    |    | 4  |    | 8  |    |    | 2  |    |    |    |    | 5  | 10          | 21          |
| Кіпр            | 21    | 96   | 53   |    |    | 7  | 7  |    |    | 6  | 1  |    |    |    |    |    |    |    | 6  |    | 3  | 5  |    |    |    |    | 2  |    |    |    |    |    |    |    | 3  | 1  | 12 |    |    |    |    |    |    |    |    | 11          | 21          |
| Іспанія         | 22    | 77   | 67   |    | 5  |    | 4  | 1  | 3  | 3  | 5  |    |    |    | 2  |    | 4  |    | 12 | 1  |    | 5  |    |    |    |    |    |    |    | 6  |    |    |    | 1  |    |    |    |    |    | 8  |    |    | 7  |    |    | 15          | 20          |
| Іспанія         | 22    | 77   | 10   |    | 2  |    |    | 1  | 1  |    |    |    |    |    |    |    |    |    |    |    |    |    |    |    |    |    | 4  |    |    |    |    |    | 2  |    |    |    |    |    |    |    |    |    |    |    |    | 5           | 20          |
| Хорватія        | 23    | 73   | 40   |    | 1  |    |    |    |    |    |    |    |    |    |    | 6  | 3  |    |    |    |    |    | 2  | 1  |    |    | 1  | 8  |    |    | 4  |    |    |    |    |    |    |    | 7  | 1  |    | 6  |    |    |    | 11          | 16          |
| Хорватія        | 23    | 73   | 33   |    |    |    |    |    |    |    |    |    |    |    |    |    |    |    |    |    | 4  |    |    |    |    |    |    |    |    |    | 10 |    |    |    |    |    |    |    |    |    | 6  | 5  |    | 8  |    | 5           | 16          |
| Велика Британія | 24    | 62   | 54   |    | 4  | 6  |    |    |    |    |    |    |    |    | 12 |    |    |    |    |    | 2  |    |    |    |    |    |    | 4  |    | 5  |    |    |    | 3  | 3  |    |    | 7  |    |    |    |    |    |    | 8  | 10          | 13          |
| Велика Британія | 24    | 62   | 8    |    | 4  |    |    |    |    |    |    |    |    |    | 1  |    |    |    |    |    |    |    |    |    |    |    |    |    |    |    |    |    |    |    |    |    |    | 3  |    |    |    |    |    |    |    | 3           | 13          |
| Чехія           | 25    | 41   | 41   |    |    |    |    | 3  |    | 1  | 4  |    | 1  |    |    | 4  |    |    |    |    |    | 2  |    |    |    | 10 |    |    |    |    | 6  |    |    |    |    | 3  |    | 2  | 5  |    |    |    |    |    |    | 11          | 11          |
| Чехія           | 25    | 41   | 0    |    |    |    |    |    |    |    |    |    |    |    |    |    |    |    |    |    |    |    |    |    |    |    |    |    |    |    |    |    |    |    |    |    |    |    |    |    |    |    |    |    |    | 0           | 11          |
| Німеччина       | 26    | 11   | 1    |    |    |    |    |    |    |    |    |    |    |    |    |    |    |    |    |    |    |    | 1  |    |    |    |    |    |    |    |    |    |    |    |    |    |    |    |    |    |    |    |    |    |    | 1           | 3           |
| Німеччина       | 26    | 11   | 10   |    |    |    |    |    |    |    |    |    |    |    |    | 2  |    |    |    |    |    |    |    |    |    |    |    |    |    |    |    |    | 8  |    |    |    |    |    |    |    |    |    |    |    |    | 2           | 3           |

## Інші країни
Щоб отримати право на участь у Євробаченні, країна має бути активним членом Європейської мовної спілки (ЄМС). ЄМС надіслала запрошення для участі в пісенному конкурсі 2016 року всім 56 активним членам.

### Відмова від участі
- Андорра — андоррський мовник «RTVA» заявив, що країна не повернеться на конкурс через складну фінансову ситуацію.[50]
- Люксембург — 4 червня люксембурзький мовник «RTL» заявив, що країна не повернеться на конкурс у 2016 році.[51]
- Монако — монакський мовник «Télé Monte Carlo» (TMC) 21 липня заявив, що країна не планує повертатись на конкурс у 2016 році.[52].
- Португалія — національний мовник «RTP» оголосив, що Португалія не візьме участь у конкурсі 2016 року, натомість планує повернутись за рік.[53]
- Словаччина — національний мовник «RTVS» заявив, що Словаччина не повернеться на конкурс у 2016 році.[54]
- Туреччина — національний мовник «TRT» 3 листопада повідомив, що повернення Туреччини на Пісенний конкурс Євробачення у 2016 році не відбудеться.[55]

#### Дискваліфікація
- Румунія — 22 квітня 2016 року Європейська мовна спілка оголосила про дискваліфікацію Румунії з конкурсу, через борги румунського телебачення перед ЄМС[56].

### Дебют, що не відбувся
- Ліхтенштейн — після багатьох невдалих спроб Ліхтенштейн прагнув дебютувати в конкурсі, проте 16 вересня національним мовником «1 FL TV» було оголошено, що князівство не братиме участь у Пісенному Конкурсі Євробачення 2016.[57].

### Імовірні учасники
- Казахстан — Казахстан вів переговори з ЄМС про участь у конкурсі із 2010 року, і врешті-решт планував взяти участь у конкурсі в 2016 році, але не брав участі.[джерело?]
- КНР — китайський приватний канал «Hunan Television» підтвердив свою зацікавленість у Пісенному конкурсі. Утім, ЄМС у своєму Твіттер-акаунті спростувала участь країни в конкурсі.[58]
- Косово — заступник міністра зовнішніх справ Республіки Косово Петрит Селімі в соціальній мережі заявив, що Косово дебютує у 2016, утім ЄМС у своєму Твіттер-акаунті спростувала участь країни в конкурсі.[58]
- Фарерські острови — міністр освіти Фарерських островів Бйорн Калсо заявив, що попри те, що його країна не є самостійним членом ООН і також не входить до Європейської мовної спілки, вона має повне право брати участь у Євробаченні, і скористається цим правом уже наступного року. Про це повідомляє одна з місцевих газет.[59]

## Інциденти
Європейський мовний союз (EBU), організатор Євробачення, планує розглянути петицію з вимогою переглянути результати конкурсу. Петицію про перегляд результатів Євробачення — перемоги Джамали, подали з території Вірменії, вона опублікована на сайті Change.org та зібрала більше 200 тисяч підписів. Це звернення розтиражували російські ЗМІ, перемога української учасниці Джамали викликала в Росії негативну реакцію.